# Rackerby
Rackerby est une census-designated place du comté de Butte, dans l'État de Californie, aux États-Unis,. En 2020, elle compte une population de 210 habitants.